# Swiss Jazz Orchestra
Das Swiss Jazz Orchestra ist eine Schweizer Bigband, gegründet im Jahr 2003 und ursprünglich entstanden aus der Hochschul-Bigband der Swiss Jazz School (seit 2003 Teil der Hochschule der Künste Bern).
Eine der Besonderheiten dieser Bigband sind ihre wöchentlich dargebotenen Montagskonzerte zwischen Oktober und Mai in Bern. Bis 2023 waren diese Konzerte im Bierhübeli in Bern. Nach einigen Ortswechseln werden die Konzerte ab April 2024 in der Turnhalle des Berner PROGR stattfinden. In den über 500 Konzerten (Stand 2015) im Bierhübeli und anderenorts arbeitete das Swiss Jazz Orchestra mit herausragenden Schweizer Musikern wie George Gruntz, Andy Scherrer, Franco Ambrosetti, Domenic Landolf, Matthieu Michel und Houry Dora Apartian zusammen, aber auch mit internationalen Grössen der Musikwelt wie Joshua Redman, Peter Erskine, Bob Mintzer, Paquito D’Rivera, Grégoire Maret, Jim McNeely, Anat Cohen, Alex Sipiagin, Roberta Gambarini, Jerry Bergonzi, Guillermo Klein, Sandy Patton. Bisher veröffentlichte das Swiss Jazz Orchestra 12 CD-Produktionen, teilweise in Zusammenarbeit mit genannten Musikern, teilweise auch andere Kooperationen, darunter auf Buebetröim eine Zusammenarbeit mit Schweizer Musikern des Rock- und Popbereiches wie Polo Hofer, Büne Huber, Kuno Lauener, Heidi Happy und Sina. Eine andere CD wiederum, in Zusammenarbeit mit der Camerata Bern, ist die Aufführung von Tanzendes Licht (2009) des Komponisten und Trompeters Markus Stockhausen.
Aufgrund der grossen Anzahl von Konzerten umfasst das Repertoire der Band mehr als 1000 Arrangements und Eigenkompositionen von Bandmitgliedern.

## Geschichte
Die Gründung des Swiss Jazz Orchestras (SJO) fällt in eine Zeit lange vor dem Revival der Bigband in der Popmusik. Seine Ursprünge liegen in der Tradition der Bigband der Swiss Jazz School (SJS) in Bern. Die Krux einer Hochschul-Bigband scheint ihrem Wesen innezuwohnen: Die Musiker wachsen am gemeinsamen Spiel, doch wenn sie das Studium abgeschlossen haben und befähigt sind, verlassen sie die Hochschule und somit auch die Hochschul-Bigband. Aus dem Wunsch heraus, eine Bigband auch über die Grenze des Studiums hinaus weiterzuführen, gründete der damalige Leiter der SJS, George Robert, das SJO, welches während der ersten Saison sonntags im Marian‘s Jazzroom auftrat.

## Organisation
Die Gründung war der erste Schritt auf dem Weg des SJOs, der nun schon seit 10 Jahren durch die Schweizer Jazz Szene mäandert. Doch dass wir dieses Jubiläum feiern können liegt auch in den Grundlagen, die der Berner Chirurg und Jazzkenner Ulrich Althaus für das Orchester geschaffen hat: Er war es, der am 9. Februar 2004 den Verein Swiss Jazz Orchestra (VSJO) gründete, welcher die finanzielle und organisatorische Stütze des SJO bildet und es schaffte, dass sich schon in dieser Phase ein beachtlicher Teil Bernischer Öffentlichkeit hinter das Projekt gestellt hatte. Nach Ulrich Althaus wurde das Amt von Hans Rudolf Isliker weitergeführt und vergangenes Jahr Peter Knutti zum aktuellen Präsident des VSJO gewählt. Die Geschäftsleitung übernahmen jahrelang die Musiker selbst (Till Grünewald, Klaus Widmer, Johannes Walter und Thomas Knuchel), bis 2012 eigens für diese Tätigkeit Angela Schenker als Geschäftsführerin in Teilzeit eingestellt wurde und nun zusammen mit Peter Knutti und den Orchestervertretern die Geschäftsleitung stellt.

## Montagskonzerte
Die Monday Big Band Jazz Nights, welche in unterschiedliche thematische und stilistische Themen eingeteilt sind, ermöglichen dem Orchester sich regelmässig in den unterschiedlichsten Grooves zu erproben und zu beweisen. Keine andere Bigband (in der Schweiz) kann ein solch etabliertes und regelmässiges Veranstaltungsprogramm vorweisen. Der Aufwand für ein Orchester, wöchentlich ein teilweise bis komplett neues Repertoire zu erarbeiten und aufzuführen, ist nicht zu unterschätzen. Die Montagskonzerte sind das Fundament des SJO, die Voraussetzung und Bedingung für anspruchsvolle Projekte mit CD-Produktion sowie eine vielfältige Konzerttätigkeit im In- und Ausland, die zur Steigerung der Reputation beitragen.
Das Programm der Monday-Big-Band-Jazz-Nights steht rotierend im Lichte jeweils eines der folgenden Themen:
- Groove: Programm mit stark rhythmisch orientierter Musik.
- Latin: Während dieses Programms steht die Musik Süd- und Mittelamerikas im Zentrum.[9]
- SJO Plays: Je ein Montag im Monat wird mit dieser Tribute-Night einem Musiker oder einem übergreifenden Thema aus der Jazzgeschichte gewidmet. Das Orchestra belebt vergessene oder bekannt und beliebte Musikergrössen der Vergangenheit.
- SJO &: Das „&“ steht für die Gast-Instrumentalisten, welche für diese Abende als Solisten, teilweise auch als Guest-Leader eingeladen werden, um das Programm noch abwechslungsreicher zu gestalten.[10]

## Bedeutung
Das SJO ist seit Jahren die meist beschäftigte und aktuell die renommierteste Bigband der Schweiz.

## Gewaltenteilung der musikalischen Leitung
Besonders an diesem Orchester ist auch, dass es nicht einen Leader besitzt, sondern mehrere, die aus den eigenen Reihen kommen. Warum das so ist, begründet Philip Henzi: „Dass die musikalische Leitung des SJO nicht aus einem einzigen Bandleader besteht, ist eigentlich schon auf die Anfänge der Band zurückzuführen, sie wurde von drei Bandleadern konzipiert und gegründet. Da wir den Elan, die Motivation und den Idealismus, den jedes Bandmitglied einbringt sehr schätzen und darauf angewiesen sind, möchten wir auch in der Leitung möglichst alle Interessen auf demokratische Weise vertreten wissen. Vermutlich ist dies der Grund für die Beständigkeit unserer Stammformation und für die kleine Zahl von Abgängen.“

## CDs
Die Vielseitigkeit spiegelt sich auch in den zahlreichen CD-Produktionen des SJOs wider. Unter der Leitung verschiedener Bigband-Leader entstanden zwölf CD-Produktionen.

### Live mit Pepe Lienhard (2005)
Live-Konzert aus dem ersten Jahr des Bestehens des SJO mit Gastdirigent Pepe Lienhard (Live mit Pepe Lienhard, (Mons Records, 2005)).

### Paul Klee (2006)
Die CD-Produktion des Projekts Paul Klee (2006), Kompositionen durch Bilder des Malers Paul Klee inspiriert, mit dem amerikanischen Pianisten, Komponisten und Arrangeur Jim McNeely wurde in der nationalen und internationalen Fachwelt in den höchsten Tönen gelobt.

“The creative soloists, strong ensemble playing, and versatile rhythm section of the SJO place them squarely within the ranks of Europe's top jazz orchestras.  Keep your eyes and ears on them!”

### Buebetröim I/II (2007/2009)
Auf Buebetröim featurte das SJO Mundart- und Popsänger wie z. B. Sina, Büne Huber, Marc Sway, Polo Hofer und Kuno Lauener (I schänke dir mis Härz) auf (Buebetröim, (2007/2009)).

### Tanzendes Licht (2008)
2008 entstand mit der Camerata Bern, Markus Stockhausen und Philip Henzi das Album Tanzendes Licht & Trimorphum (Aktivraum AG).

### Close Encounter (2009)
Gastsolist auf Close Encounter (Mons Records, 2009) war der Bandoneonspieler Michael Zisman.

### Lucidity (2013)
Fast scheint es, als wolle man sich selbst zitieren, oder an die eigenen Wurzeln zurückdenken, 25 Jahre waren vergangen von den Zeitpunkt, als Bert Joris die Leitung der Jazzschul-Bigband übernommen hatte bis zum letzten Jahreswechsel, vor welchem Lucidity, unter seiner Leitung eingespielt wurde. Auch gilt es besonderes Augenmerk auf Philip Henzi zu richten: Jede der CDs des Swiss Jazz Orchestra beinhaltet zumindest Arrangements, viele auch Kompositionen von ihm. Lucidity entstammt komplett seiner Feder.

### Live at Internationales Jazzfestival Bern (2014)
Dabei handelt es sich um eine Live-CD vom 38. Internationalen Jazzfestival Bern: Aufnahmen vom Mai 2013 des SJO mit dem argentinisch-schweizerischen Bandoneonisten Michael Zisman, dem kubanischen Saxophonisten Paquito D’Rivera und dem brasilianischen Trompeter Claudio Roditi. Die Musik bewegt sich an einer musikalischen Kreuzung zwischen Jazz und karibischer Musik, wie dem Afro Cuban Jazz einerseits und brasilianischer Musik, wie Samba und Bossa Nova andererseits.

### Sincerely Yours, (2014)
Mit dem Album Sincerely Yours, Swiss Jazz Orchestra, 10 Jahre Live bedankt sich das Swiss Jazz Orchestra bei seinen Zuhörern und ganz besonders bei seinem Stammpublikum für die Treue und das Interesse während seines 10-jährigen Bestehens in der Saison 2013/2014. Es beinhaltet einen Querschnitt des reichen Repertoires, das das Swiss Jazz Orchestra seit seinem Entstehen erwarb.

### Pools (2016)
Das Album Pools entstand im April 2015, ein Mitschnitt des Gastspiels beim Internationalen Jazzfestival Bern, welches den US-amerikanischen Jazz-Fusion-Pionieren Mike Mainieri (am Vibraphon) und Peter Erskine (Schlagzeug) und auch den hervorragenden Solisten aus dem Orchester gebührend Platz gibt. Die meisten Stücke entstammen "Mainieri" und seiner Band Steps Ahead, deren Schlagzeuger (mit Unterbrüchen seit über 30 Jahren) Erskine ist. Dieser spielte vor allem aber bei Weather Report, mit denen er sich einen Namen machte- darum ergänzen Kompositionen von Wayne Shorter und Jaco Pastorius die vorliegende Auswahl. Pools – live at Jazzfestival Bern ist die zweite CD des SJO im Rahmen einer Zusammenarbeit mit dem Internationalen Jazzfestival Bern.

### SJO & Guillermo Klein (2019)
Durch seine Gastauftritte im Bierhübeli verbindet Guillermo Klein eine jahrelange Freundschaft mit dem SJO, die in diesem, eigens für die Band komponierten Programm einen Ausdruck findet.

### The Music of Pilgrim (2022)
Christoph Irniger nutzte die Corona-Pause, um einen lang gehegten Plan umzusetzen, und schrieb ein abendfüllendes Programm für die Formation.

## Kulturpreis 2010 der Burgergemeinde Bern
2010 wurde dem „Swiss Jazz Orchestra“ der Kulturpreis Burgergemeinde Bern verliehen. Besonders honorierten die Bernburger die Erfolgsgeschichte des SJO, welche auf den Montagskonzerten im Konzertlokal Bierhübeli aufbaut, die während acht Monaten in einer für Europa einmaligen Dichte und Qualität stattfinden. Ausserdem lobte die Gemeinde den internationalen Ruf, der aus der regelmässigen Zusammenarbeit mit bekannten Bandleadern, Arrangeuren und renommierten Musikern erarbeitet wurde und die Tatsache, dass trotz der bescheidenen Gagen die Musiker erstklassige Konzerte geben, was von ihrem Engagement zeugt. Der Erhalt des Kulturpreises hatte auch Auswirkungen auf das Swiss Jazz Orchestra selbst und auf die Zukunftspläne dieses ambitionierten Orchesters. Zum einen ist die Verleihung natürlich Belohnung, doch zum anderen wird sie auch durch die Herausforderung begleitet, gezielt in eine nachhaltige Zukunft zu investieren. Das SJO positioniert sich verstärkt auch als Plattform für die besten jungen Jazzmusiker, damit diese sich als Künstler in einem Segment bewähren können, das mit der modernen Ausbildung einen erhöhten Stellenwert erlangt hat. Ausserdem hat sich das Orchester auf die Fahne geschrieben, in den Gala-Nights mit namhaften Gästen noch attraktiver zu werden, denn die Programmvielfalt hat sich als Schlüssel zur Qualitätssicherung des Orchesters erwiesen. So sollen zukünftige Projekte das Orchester in der Spitzenliga weiter etablieren.

## Besetzung
Die Besetzung des Swiss Jazz Orchestras hat sich in den zehn Jahren seines Bestehens gewandelt: Während einige Positionen seit der Gründung durch die gleiche Personen besetzt werden, herrschte bei manchen ein reger Wechsel. Die Auflistung der bisherigen Orchestermitglieder liest sich dementsprechend vielseitig:

### Saxofone
- Lead Alto Sax: Reto Suhner, davor George Robert (bis 2006), Adrian Pflugshaupt
- 2. Alto Sax: Reto Anneler, davor Phil Stöckli (bis 2004), Adrian Pflugshaupt (2004–2006), Jürg Bucher (2007 bis 2010), Reto Suhner (seit 2011)
- 1. Tenor Sax: Cédric Gschwind, davor Till Grünewald
- 2. Tenor Sax: Jürg Bucher, davor Klaus Widmer (bis 2011)
- Baritone Sax: Matthias Tschopp, davor Daniel Durrer (bis 2004), Neta Noren (2004 bis 2007), Marc Schödler

### Trompeten
- Lead Trompete: David Blaser, davor Stephan Geiser (bis 2011)
- 2. Trompete: Sonja Ott, davor Johannes Walter
- 3. Trompete: Lukas Thöni, davor Daniel Woodtli (bis 2012)
- 4. Trompete: Thomas Knuchel

### Posaunen
- Lead Posaune: Vincent Lachat
- 2. Posaune: Stefan Schlegel (seit 2008), davor René Mosele (bis 2007)
- 3. Posaune: Andreas Tschopp, davor Samuel Blaser (bis 2004), Bernhard Bamert (2004–2007)
- Bassposaune: Reto Zumstein, davor Bernhard Bamert (bis 2004)

### Rhythmus-Gruppe
- Piano: Philip Henzi
- Gitarre: Samuel Leipold und Nick Perrin (seit 2006), davor Nikolay Karageorgiev (2010 bis 2012), Dave Gisler
- Kontrabass: Lorenz Beyeler
- E-Bass: Antonio Schiavano, davor Wolfgang Zwiauer (2004 bis 2008)
- Drums: Rico Baumann (seit 2007), Flo Reichle und Philipp Leibundgut, davor Tobias Friedli (2003 bis 2015), Fabian Kuratli (2004 bis 2007)
- Perkussion: Roland Wäger (seit 2010)

### Stellvertretungen
Folgende Musiker haben im SJO mehrere und/oder längere Stellvertretungen gemacht, teilweise auch für ganze Projekte:
- Saxes: Florian Egli, Dave Feusi, Thomi Geiger, Rolf Häsler, Matthias Kohler, Simon Stirnimann, Corinne Windler
- Trompeten: Sandro Häsler, Julian Hesse, Linus Hunkeler, Nolan Quinn, Balthasar Streit
- Posaunen: Dirk Amrein, Lukas Briggen, Justin Clark, Dave Montreuil, Pavel Pisanko, Jan Schreiner, Nina Thöni, Adrian Weber, Maro Widmer, Lukas Wyss
- Piano: Stefan Aeby, Florian Favre, Oliver Friedli, Andy Harder
- Gitarre: Marco Figini, Max Frankl, Fábio Pinto, Thomas Sauter
- Bass/E-Bass: Giorgos Antoniou, Hans Ermel, André Pousaz, Christoph Utzinger
- Drums/Perkussion: Pius Baschnagel, Peter Haas, Christoph Mohler, David Stauffacher

### Tontechnik
Michael Fink, Kaspar Hochuli, Marco Jeger, Raphael Ochsenbein, Martin Ruch, Jan Stehle, Christoph Utzinger

## Diskografie
- Live mit Pepe Lienhard (Mons Records, 2005)
- Paul Klee (Mons Records, 2006)
- Buebetröim Vol. 1 (Musikvertrieb AG, 2007)
- Tanzendes Licht (Aktivraum, 2008)
- Close Encounter (Mons Records, 2009)
- Buebetröim Vol. 2 (Musikvertrieb AG, 2009)
- Lucidity (Mons Records, 2011)
- Live@Jazzfestival Bern (Mons Records, 2014)
- Sincerely Yours (No Label, 2014)
- Pools (Mons Records, 2016)
- Swiss Jazz Orchestra & Guillermo Klein (Sunnyside Records 2019)
- Swiss Jazz Orchestra & Christoph Irniger: The Music of Pilgrim (nwog records 2022)